# Bob Ruers
Robert Frank (Bob) Ruers (Sittard, 24 mei 1947) is een Nederlands politicus en advocaat. Namens de Socialistische Partij (SP) was hij in meerdere periodes lid van de Eerste Kamer der Staten-Generaal en kortstondig gedeputeerde in Limburg.

## Loopbaan
Ruers groeide op in het Limburgse Sittard, waar hij het gymnasium A doorliep aan het Bisschoppelijk College. Aanvankelijk wilde hij priester worden. Tijdens zijn studietijd in Utrecht werd hij in 1972 lid van de SP. Als afgestudeerd jurist (privaatrecht) ging Ruers bij achtereenvolgens het GAK en de NOS aan de slag. Vanaf 1980 was hij advocaat en procureur.
Voor de SP werd Ruers in 1986 het eerste gemeenteraadslid in Utrecht. Hij was tot 2001 raadslid en fractievoorzitter. Daarnaast was hij verbonden aan het landelijk partijapparaat van de SP, met name bij juridische kwesties. In 1995 was hij initiatiefnemer van het aan de SP verbonden Comité Asbestslachtoffers. Hij voerde onder meer schadeclaimzaken voor ex-medewerkers van Eternit, die door blootstelling aan asbest kanker hadden opgelopen.
Op 19 mei 1998 werd Ruers lid van de Eerste Kamer, als tussentijdse opvolger van de naar de Tweede Kamer vertrokken Jan de Wit. Als eenmansfractie en vanaf 1999 lid van een tweemansfractie hield hij zich in de senaat bezig met zeer uiteenlopende zaken. In 2003 nam hij afscheid van de politiek om zich meer toe te kunnen leggen op juridische steun aan het Comité Asbestslachtoffers.Vanaf januari 2000 was Ruers lid van de Raad van Toezicht van het Instituut voor Asbestslachtoffers.
Op 12 december 2006 werd hij opnieuw beëdigd als lid van de Eerste Kamer, als opvolger van Ronald van Raak die bij de Tweede Kamerverkiezingen 2006 was gekozen in de Tweede Kamer. Bij de Eerste Kamerverkiezingen 2007 stond Ruers niet op een verkiesbare plek. Bij de Eerste Kamerverkiezingen 2011 stond Ruers wel op een verkiesbare plek en werd opnieuw gekozen in de Senaat.
In maart 2012 promoveerde hij aan de Erasmus Universiteit Rotterdam op het proefschrift "Macht en tegenmacht in de Nederlandse asbestregulering". Op 20 juni 2018 verliet Ruers de Eerste Kamer nadat hij op 15 juni beëdigd was als gedeputeerde in Limburg. Hij bleef maar enkele maanden actief in het provinciebestuur. Nadat hij zich uitsprak tegen een windmolenplan waar de coalitie in Limburg voor was, diende GroenLinks in september 2018 een motie van afkeuring in. Omdat de PvdA en D66 de motie leken te gaan steunen trok de SP Ruers en SP-gedeputeerde Marleen van Rijnsbergen terug uit het bestuur.
Op 5 februari 2019 werd hij wederom geïnstalleerd als lid van de Eerste Kamer als opvolger van Anneke Wezel. Bij de Eerste Kamerverkiezingen 2019 stond hij op een onverkiesbare plek op de kandidatenlijst en werd hij niet herkozen.